# Tărgoviște, Vidin
Tărgoviște (în bulgară Търговище) este un sat în comuna Ciuprene, regiunea Vidin,  Bulgaria. 

## Demografie
Componența etnică a satului Tărgoviște
     Bulgari (85,91%)
     Romi (11,97%)
     Nicio identificare (2,11%)
     Altele (0%)
La recensământul din 2011, populația satului Tărgoviște era de 142 locuitori. Din punct de vedere etnic, majoritatea locuitorilor (85,91%) erau bulgari, cu o minoritate de romi (11,97%). Pentru 2,11% din locuitori nu este cunoscută apartenența etnică.